# 白花岩
28°14′04″N 118°18′12″E / 28.23444°N 118.30333°E
白花岩位于中国江西省上饶市广丰县铜钹山镇高阳村，是一座险峻的岩石山，属丹霞地貌，为广丰名胜“三岩”之一。
白花岩东侧向内凹进，岩底建有广福寺，原大雄宝殿及佛像毁于文革中，仅存地藏王殿和岩壁上的题刻和壁画，现大雄宝殿为1980年代重建。1983年被列为广丰县文物保护单位，1987年作为九仙山城堡文物保护点被列为江西省文物保护单位。
《讀史方輿紀要》载：“九仙山，在县南六十里，峰峦环叠，绵亘数十里，与浦城县接界，深险难穷，盗贼往往啸聚于此。其相接者为白花岩，岩之南为清风峡，皆奇峻。”

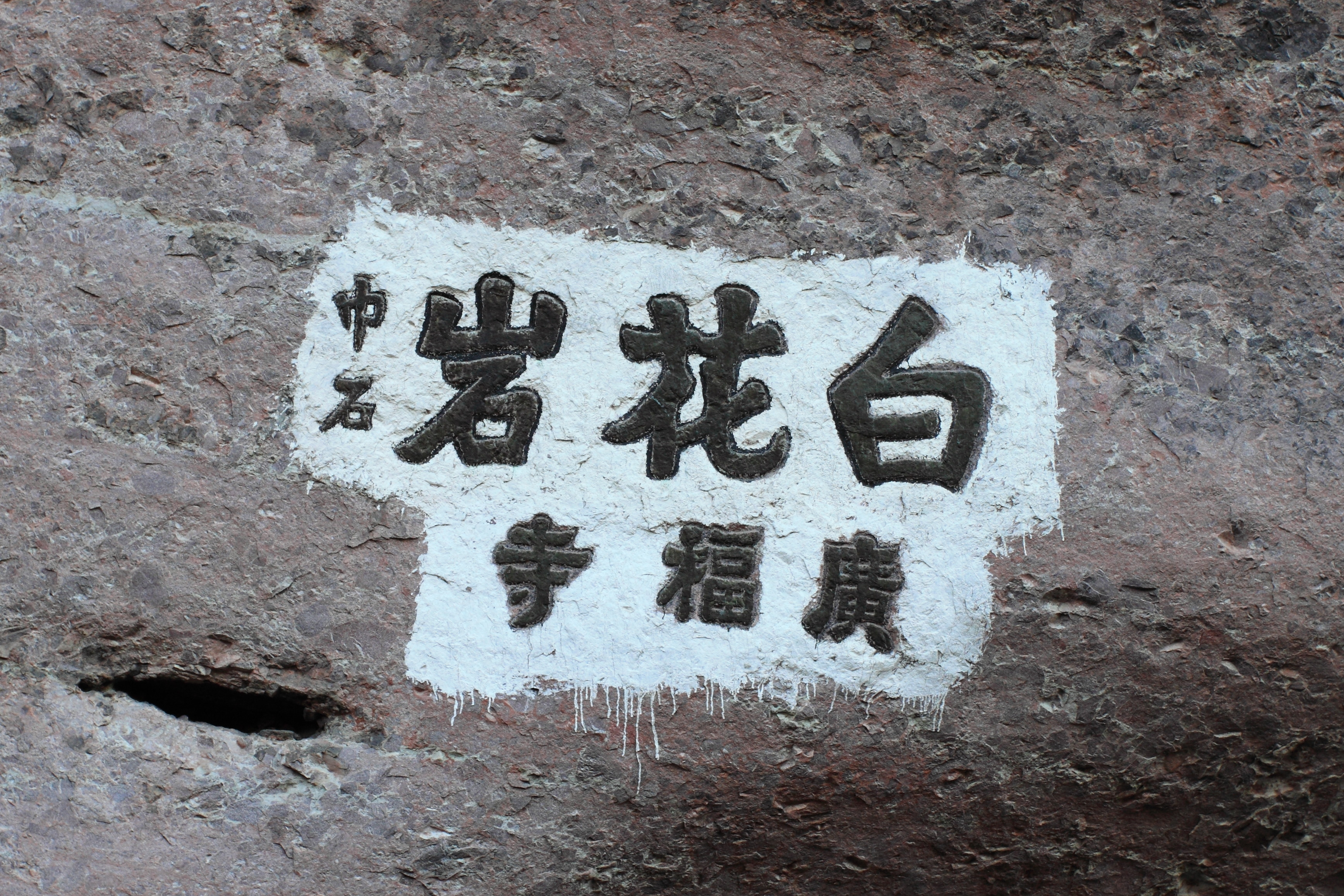
明代吕怀题字
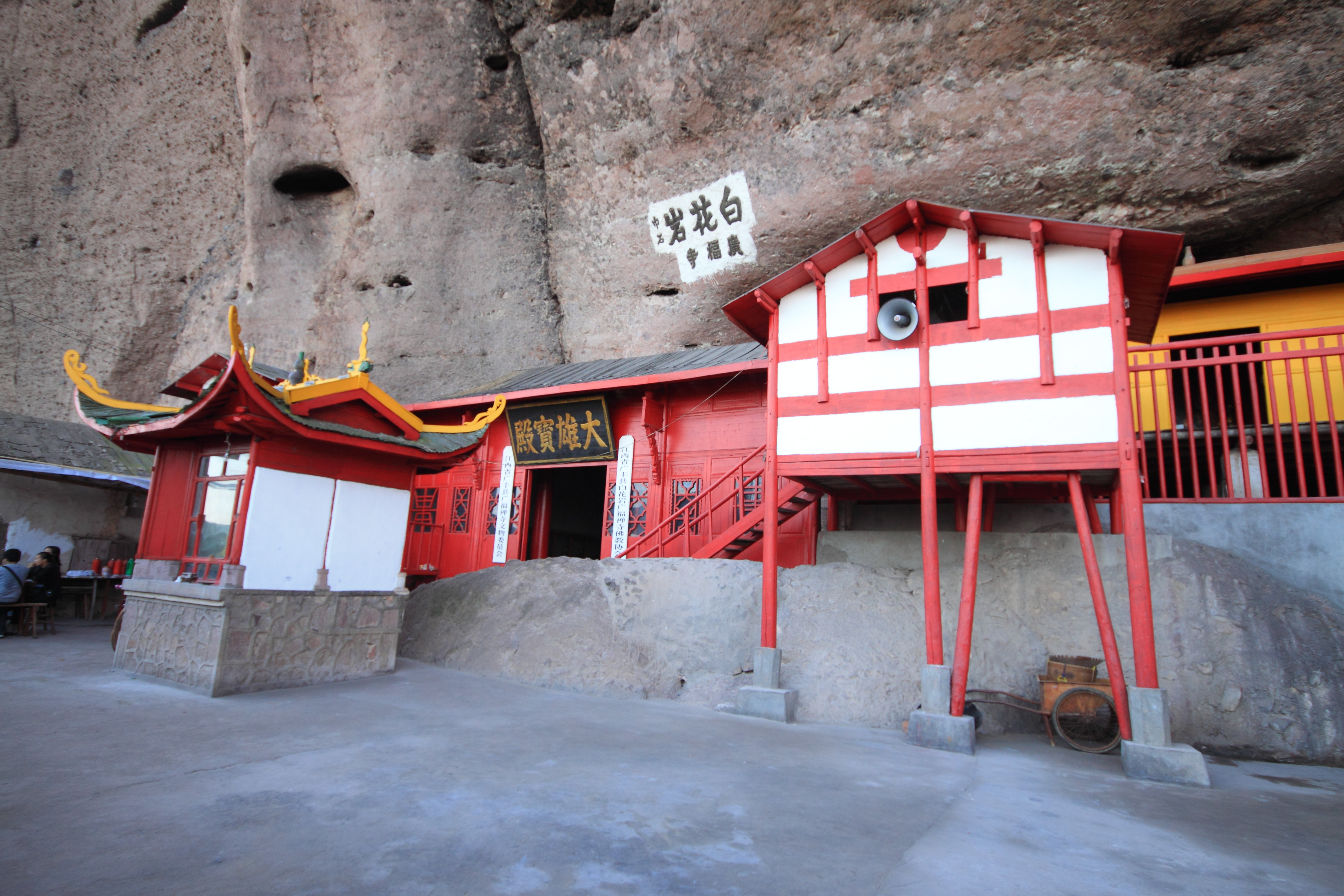
大雄宝殿
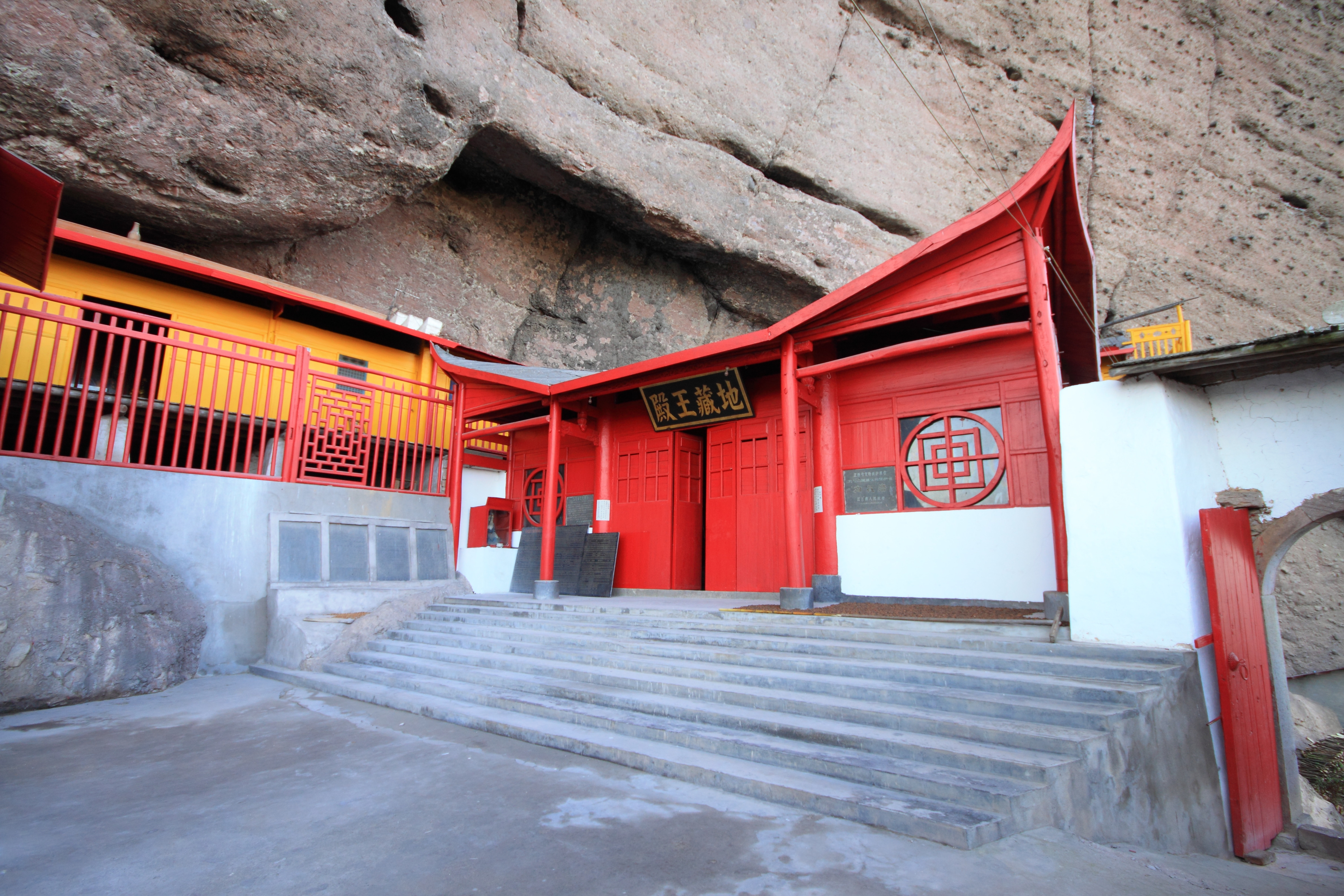
地藏王殿
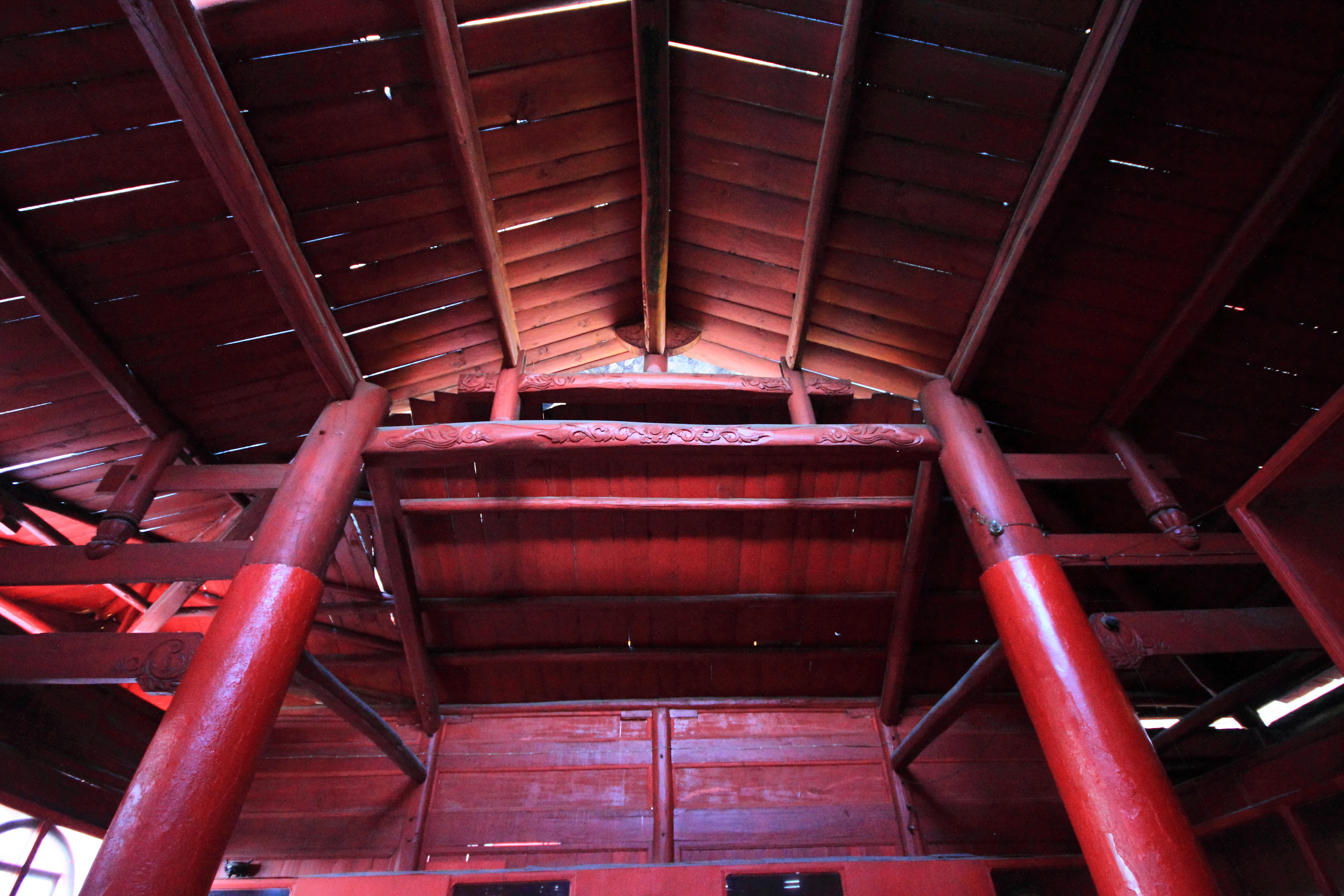
地藏王殿内梁架